# Bo-Ejes orkester
Bo-Ejes orkester (tidigare Ejes kvartett, Ejes kvintett och Solfonns orkester) var ett dansband i Skänninge som bildades 1958. Ledare för bandet var Eje Johansson.

## Historik
Ejes kvartett bildades 1958 och bestod av Bo Carlswärd, Stefan Hult, Göran Gustavsson och Eje Johansson. Göran Gustavsson kom senare att ersättas av Lennart Widblom. 1959 ombildades orkester till Ejes kvintett. Under 1961 spelade Sture Lennartsson trumpet i bandet. 1968 ändrades bandets namn till Solfonns orkester, namnet kom från Solfonn hotell i Norge, där de hade spelat under tre vintrar. Samma år började bandet att inrikta sig mer på populärmusik. 1970 bytte de tillbaka till stilen mogendans. Samtidigt kom Sven-Gunnar Möckelström och Lennart Widblom med i bandet. 1974 bytte man namn till Bo-Ejes orkester. 1982 slutade bandet att spela offentligt.

## Diskografi
- 1980 - Bo-Ejes orkester. Skivan spelades in på Trojenborgsskolan i Skänninge den 9-11 april 1980. Producent för skivan var Melker Davidsson, Koster Musikproduktion och tekniker var Gert Palmcrantz.

| 1. | Games that lovers play |  |                     |  |  |
| 2. | Gå inte nu             |  |                     |  |  |
| 3. | Mari Elena             |  |                     |  |  |
| 4. | Älska mej i evighet    |  |                     |  |  |
| 5. | Singing the blues      |  | Melvin Endsley      |  |  |
| 6. | Cuban love song        |  |                     |  |  |
| 7. | Adios muscahos         |  | Julio César Sanders |  |  |

| 1. | Chanson D'amore       |  | Wayne Shanklin |  |  |
| 2. | Leende guldbruna ögon |  |                |  |  |
| 3. | Den ensamma herden    |  | James Last     |  |  |
| 4. | Schottis på heden     |  | Eje Johansson  |  |  |
| 5. | Börjesjötrallen       |  |                |  |  |
| 6. | Vilda västern         |  |                |  |  |
| 7. | Skänningehambo        |  | Eje Johansson  |  |  |

## Medlemmar
- 1958–1982 - Eje Johansson, elektravox och sång.[1]
- 1958–1982 - Bo Carlswärd, elbas och sång.[1]
- 1958– Göran Gustavsson.[1]
- 1958– Stefan Hult.[1]
- 1959–1982 - Lennart Widblom, trummor.[1]
- 1959-1963, 1975-1982 - Håkan Nilsson, saxofon.[1]
- 1959–1963 - Stig Axelsson, bas.[1]
- 1961– Sture Lennartsson, trumpet.[1]
- 1966–1968, 1970–1974 - Sven-Gunnar Möckelström, gitarr och sång.[1]
- 1966–1982 - Stig Knutsson, saxofon och sång.[1]
- 1968–1969 - Lars Midfjord.[1]
- 1968– Kent Jonsson.[1]